# Mathias Nygård
Mathias Nygård (czasami nazywany Warlord Nygård, ur. 26 sierpnia 1982) – fiński muzyk folk/viking metalowy. W 1997 wraz z Jussi Wickströmem założył zespół Turisas, w którym jest wokalistą. Przy nagrywaniu zajmuje się także grą na keyboardzie, dodatkowej perkusji, flecie prostym i programowaniem elementów orkiestralnych. 
Większa część muzyki i tekstów napisanych do utworów Turisas jest jego autorstwa. 
Jest także producentem płyt zespołu.

## Dyskografia
- Turisas – Taiston Tie – The Battle Path (1998)
- Turisas – A Bard's Tale (1999)
- Cadacross – So Pale is the Light (2001)
- Turisas – The Heart of Turisas (2001)
- Turisas – Battle Metal (2004)
- Turisas – The Varangian Way (2007)
- Turisas – Stand Up and Fight (2011)
- Turisas – Turisas2013(inne języki) (2013)

## Filmografia
- Pagan Metal: A Documentary (2009, film dokumentalny, reżyseria: Bill Zebub)